# Sybra mimobaculina
Sybra mimobaculina är en skalbaggsart som beskrevs av Stefan von Breuning 1970. Sybra mimobaculina ingår i släktet Sybra och familjen långhorningar.
Artens utbredningsområde är Taiwan. Inga underarter finns listade i Catalogue of Life.